# كونتروف
كونتروف هي بلدية فرنسية تقع في إقليم الأردين في منطقة غراند إيست. 

## الأماكن والمعالم الأثرية

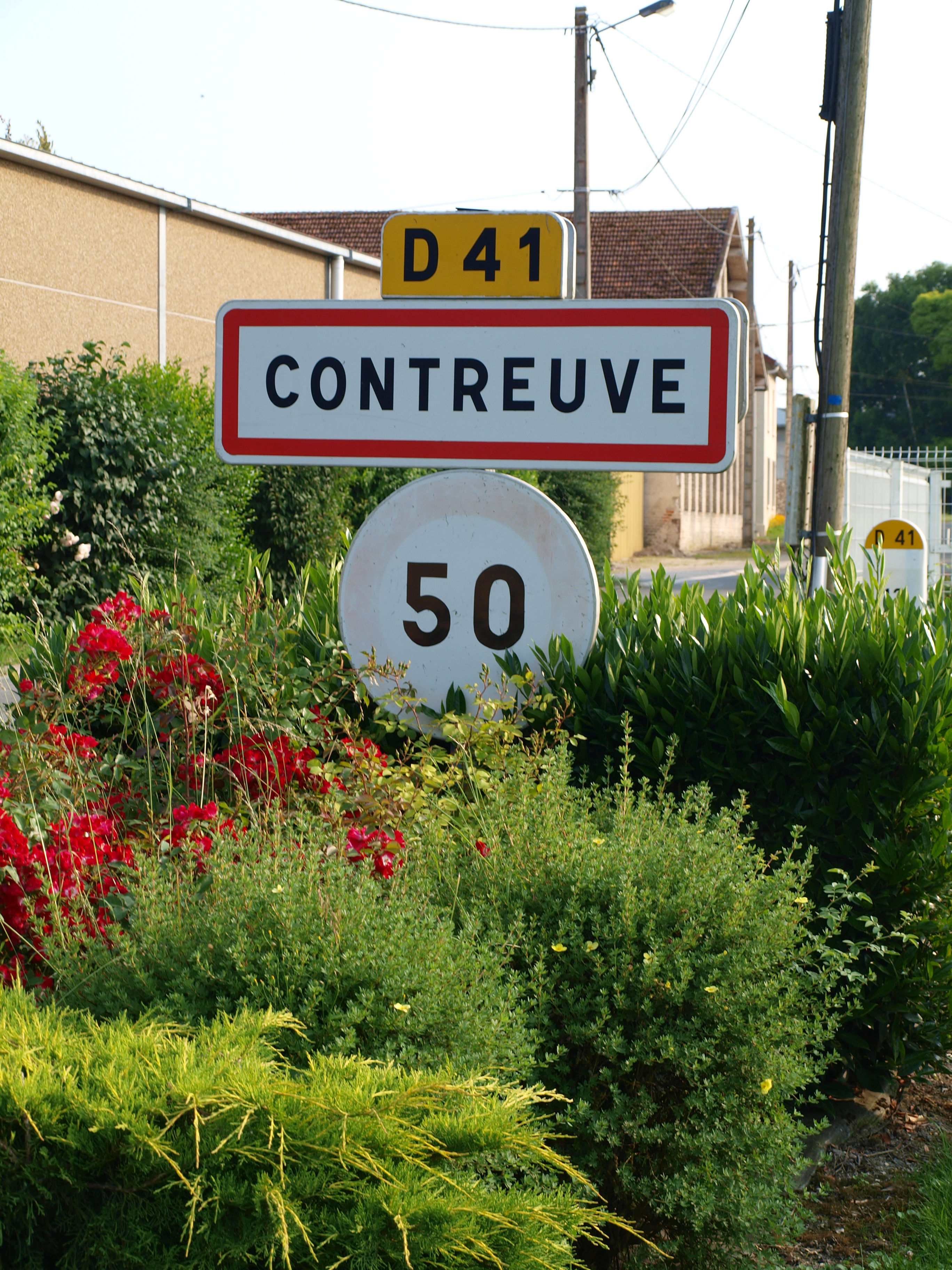
لافتة مدخل القرية.
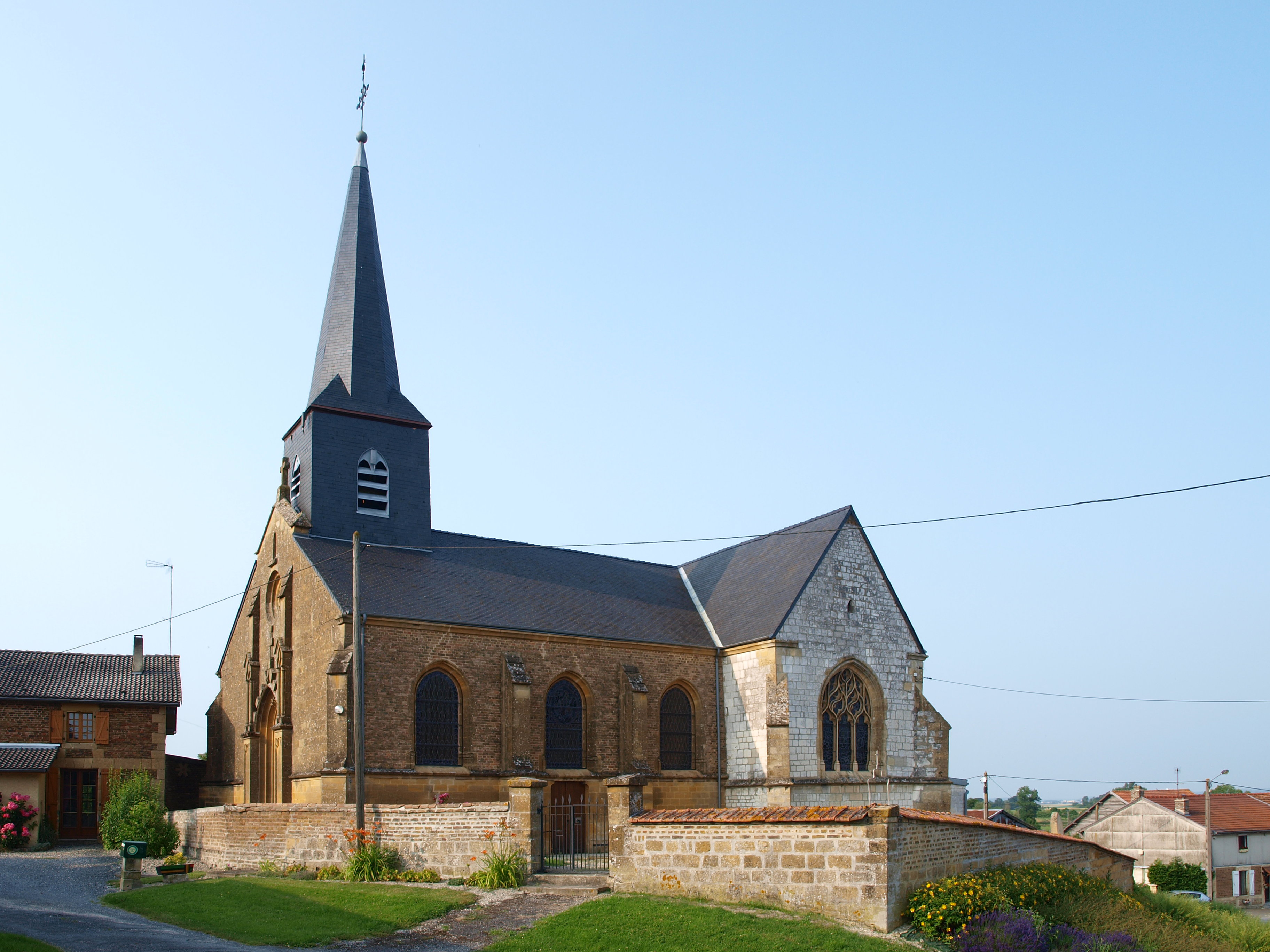
الكنيسة.
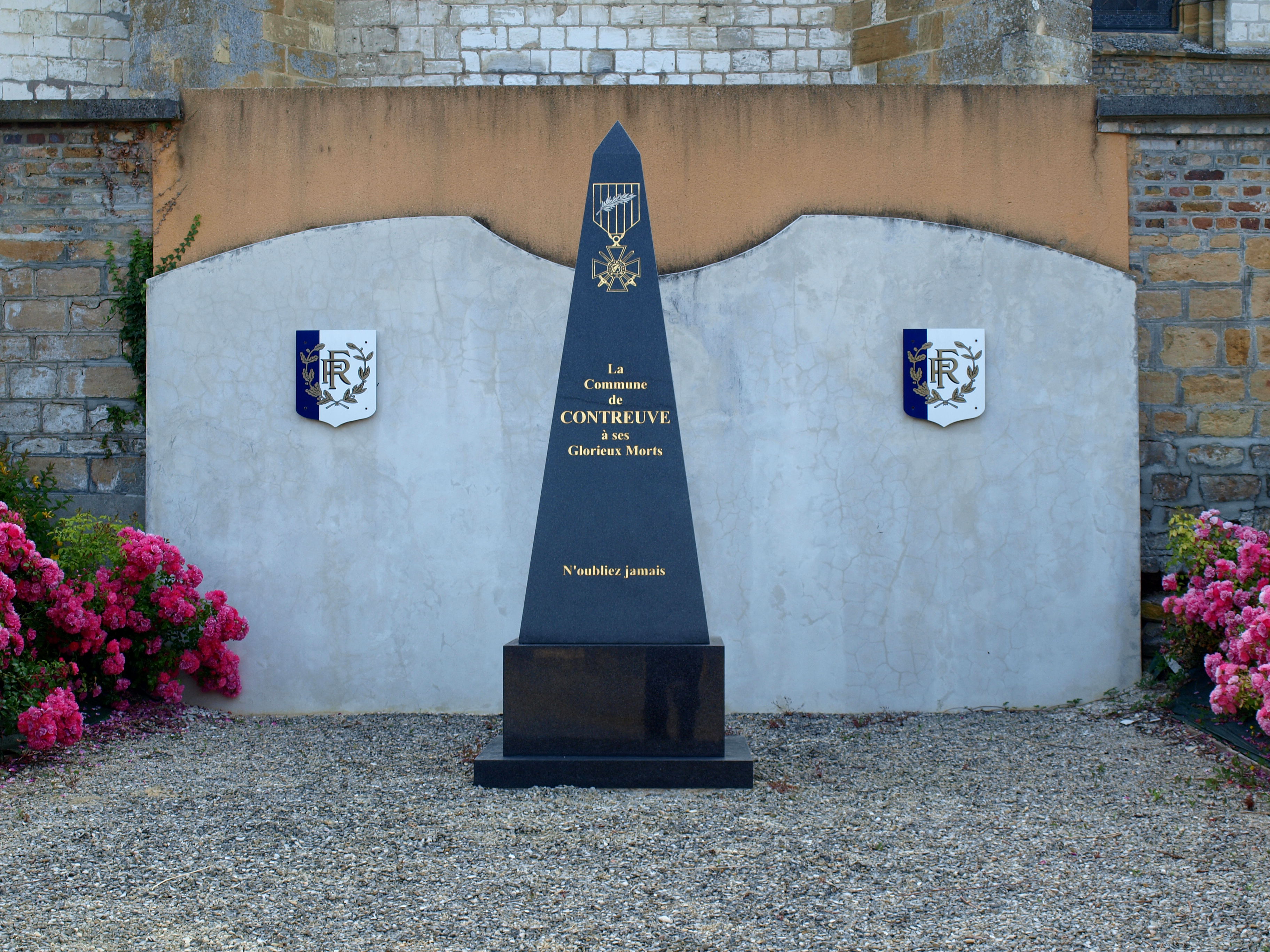
النصب التذكاري للحرب.